# アルベルト・イグレシアス

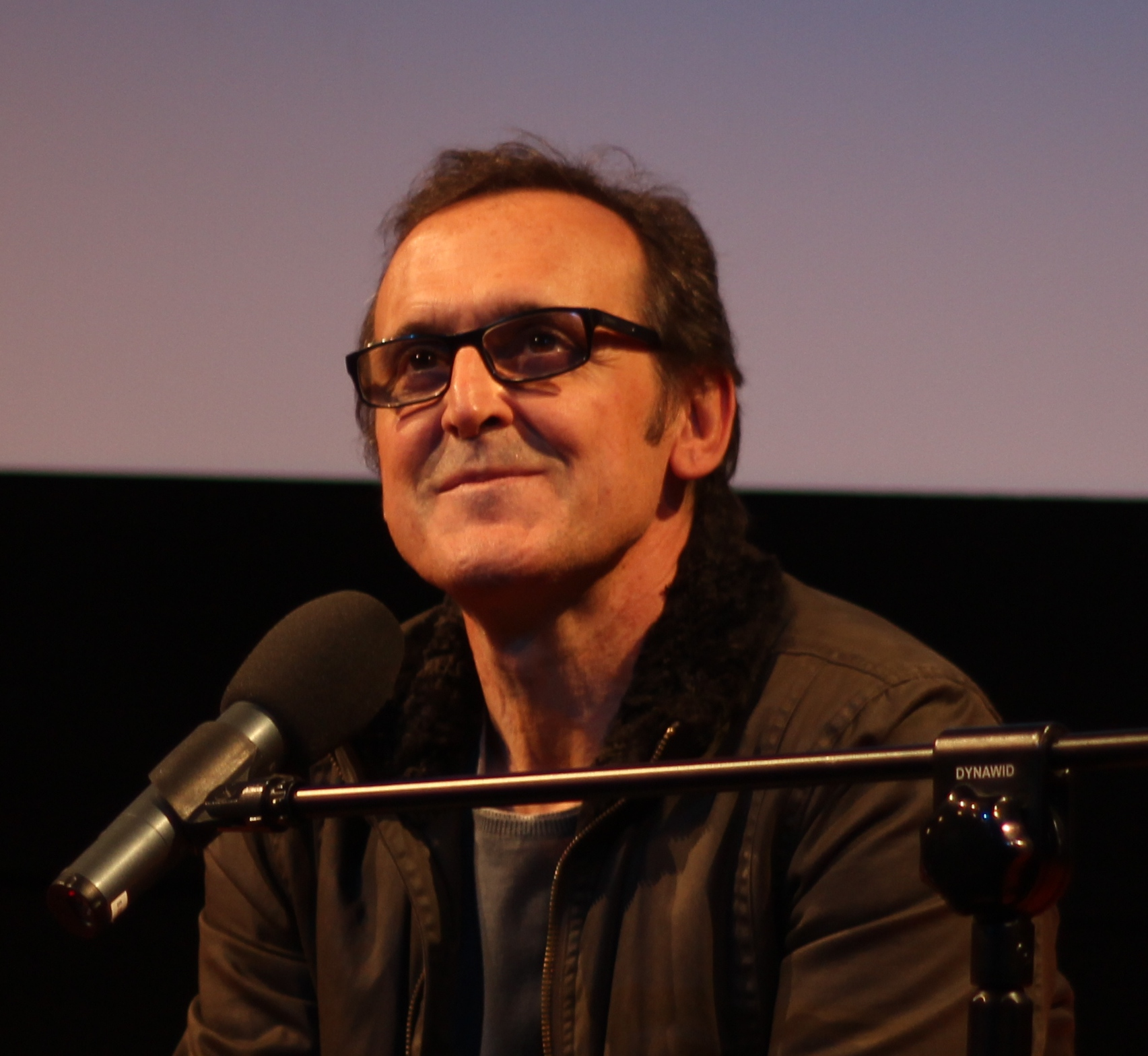
アルベルト・イグレシアス・フェルナンデス＝ベリディ, 2013

アルベルト・イグレシアス・フェルナンデス＝ベリディ（Alberto Iglesias Fernández-Berridi, 1955年 - ）は、スペインのサン・セバスティアン出身の作曲家である。主にペドロ・アルモドバル監督の映画作品の音楽を手掛けていることで知られる。2007年にはスペイン映画国民賞を受賞。

## 主なフィルモグラフィ
- 2024 - ザ・ルーム・ネクスト・ドア The Room Next Door 2021 - パラレル・マザーズ Madres paralelas
- 2020 - ヒューマン・ボイス La voz humana
- 2019 - ペイン・アンド・グローリー Dolor y gloria
- 2014 - エクソダス:神と王 Exodus: Gods and Kings
- 2013 - アイム・ソー・エキサイテッド! Los amantes pasajeros
- 2011 - 裏切りのサーカス Tinker, Tailor, Soldier, Spy
- 2011 - 私が、生きる肌 The Skin I Live In
- 2009 - 抱擁のかけら Broken Embraces
- 2008 - チェ Che
- 2007 - 君のためなら千回でも The Kite Runner
- 2006 - ボルベール〈帰郷〉 Volver
- 2005 - ナイロビの蜂 The Constant Gardener
- 2004 - バッド・エデュケーション La mala educación
- 2002 - ダンス オブ テロリスト The Dancer Upstairs
- 2002 - トーク・トゥ・ハー Hable con ella
- 2001 - ルシアとSEX Lucía y el sexo
- 1999 - オール・アバウト・マイ・マザー Todo sobre mi madre
- 1998 - アナとオットー Los amantes del círculo polar
- 1997 - La femme de chambre du Titanic
- 1997 - ライブ・フレッシュ Carne trémula
- 1995 - 私の秘密の花 La flor de mi secreto
- 1995 - Una Casa en Las Afueras
- 1993 - La ardilla roja
- 1992 - Vaca

## 受賞歴
- アカデミー賞:
  - 2005: 『ナイロビの蜂』（ノミネート）[1]
  - 2007: 『君のためなら千回でも』（ノミネート）[2]
  - 2011: 『裏切りのサーカス』（ノミネート）[3]

- 英国アカデミー賞:
  - 2005: 『ナイロビの蜂』（ノミネート）
  - 2007: 『君のためなら千回でも』（ノミネート）
  - 2011: 『裏切りのサーカス』（ノミネート）

- ヨーロッパ映画賞:
  - 2004: 『バッド・エデュケーション』（ノミネート）
  - 2006: 『ボルベール〈帰郷〉』（受賞）
  - 2009: 『抱擁のかけら』（受賞）
  - 2011: 『私が、生きる肌』（ノミネート）
  - 2012: 『裏切りのサーカス』（受賞）

- ゴールデングローブ賞:
  - 2011: 『裏切りのサーカス』（ノミネート）

- ゴヤ賞:
  - 1992: Vacas （ノミネート）
  - 1993: La ardilla roja （受賞）
  - 1996: Tierra （受賞）
  - 1998: 『アナとオットー』（受賞）
  - 1999: 『オール・アバウト・マイ・マザー』（受賞）
  - 2001: 『ルシアとSEX』 （受賞）
  - 2002: 『トーク・トゥ・ハー』（受賞）
  - 2006: 『ボルベール〈帰郷〉』（受賞）
  - 2009: 『抱擁のかけら』（受賞）

- ワールド・サウンドトラック・アワード（英語版）:
  - 2004: Soundtrack Composer of the Year - 『バッド・エデュケーション』 （ノミネート）
  - 2005: Best Original Soundtrack of the Year - The Constant Gardener （受賞）
  - 2005: Soundtrack Composer of the Year - The Constant Gardener （受賞）